# Hölltalbach
Der Hölltalbach ist ein rechter Zufluss zur Traisen in Lilienfeld in Niederösterreich.
Der Hölltalbach entspringt am Nordhang des Muckenkogels (1248 m ü. A.) und läuft in einer kaum eingekerbten Rinne den Hang hinab bis ins Hölltal, das den Bach nach Osten zur Traisen leitet. Sein linker Zubringer ist der Fallgraben, der ebenso aus dem Massiv des Muckenkogels quellt und durch seinen imposanteren Abflussweg mit Wasserfällen gerne als Wanderroute genutzt wird. Beim Stift Lilienfeld speist der Hölltalbach mehrere Fischteiche und mündet danach von rechts in die Traisen.
Sein Einzugsgebiet umfasst 6,3 km² in teilweise bewaldeter Landschaft.